# Woman Like a Man
Woman Like a Man é um single de Damien Rice, lançado em 2004 e que não está presente em nenhum álbum do cantor.

## Faixas
O single contém quatro faixas e todas as composições são de autoria de Damien Rice.
1. "Woman Like a Man" - 4:47
2. "Delicate" - 5:12
3. "Lonelily" - 3:15
4. "The Professor" (live) - 5:07

## Formação
- Cello - Vyvienne Long
- Bateria -Tom Osander (Tomo)
- Vocais - Lisa Hannigan
- Baixo - Shane Fitzsimons
- Voz, guitarra, baixo, clarinete e percussão- Damien Rice[2]